# دار الكنزي للنشر والتوزيع
دار الكنزي للنشر والتوزيع هي دار نشر مصرية تأسست عام 2016 في القاهرة، وقد أصدرت الدار العديد من المنشورات الأدبية والكتب والروايات العربية، كما شاركت في العديد من معارض الكتاب المحلية والدولية.

## تاريخ الدار
دار الكنزي للنشر والتوزيع تم تأسيسها رسمياً عام 2018. وقد حصدت الدار على جائزة أفضل ناشر لعام 2022 بالمناصفة مع اتحاد الناشرين العرب ضمن جوائز معرض القاهرة الدولي للكتاب، وكان ذلك التكريم في معرض القاهرة الدولي للكتاب 2022.

## مجالات الدار
تتنوع إصدارات الدار وتغطي موضوعات مختلفة على رأسها التاريخ، وقد أصدرت الدار أعمال متنوعة في مجالات مختلفة منها:
- الروايات
- الدراسات النقدية
- المجموعات القصصية
- المقالات والخواطر

## مساهمات ثقافية
تنشر دار الكنزي للعديد من الكتاب والأدباء العرب مثل: أحمد صلاح المهدي، وأحمد أبو دياب.

## الجوائز
- جائزة أفضل ناشر مصري بالمناصفة مع اتحاد الناشرين المصريين ضمن جوائز معرض القاهرة الدولي للكتاب 2022.